# Prostituée le jour, épouse la nuit
Pour plus de détails, voir Fiche technique et Distribution.
Prostituée le jour, épouse la nuit (Bella di giorno moglie di notte) est un film dramatique italien réalisé par Nello Rossati et sorti en 1971.

## Synopsis
Employée d'une galerie d'art, Paola a du mal à boucler ses fins de mois. Pour subvenir à ses besoins et à ceux de son mari, elle commence à se prostituer en cachette. Lorsque son mari l'apprend, il accueille bien la nouvelle, satisfait de vivre à ses crochets. Choquée par sa réaction, Paola décide de l'assassiner. 

## Fiche technique
- Titre français : Prostituée le jour, épouse la nuit[1]
- Titre original italien : Bella di giorno moglie di notte[2]
- Réalisation : Nello Rossati
- Scenario : Tiziano Longo, Nello Rossati
- Photographie :	Franco Delli Colli (it)
- Montage : Mauro Bonanni (it)
- Musique : Gianfranco Plenizio (it)
- Décors : Toni Rossati
- Production : Tiziano Longo
- Société de production : Peg Cinematografica
- Pays de production :  Italie
- Langue originale : Italien
- Format : Couleurs par Eastmancolor
- Durée : 86 minutes
- Genre : Drame érotique
- Dates de sortie :
  - Italie : 6 août 1971
  - France : 14 novembre 1973[1]

## Distribution
- Eva Czemerys : Paola
- Nino Castelnuovo : Giorgio, époux de Paola
- Ennio Biasciucci :
- Giulio Baraghini (sous le nom de « Lee Banner ») : Marcello
- Enzo Liberti : commissaire de police
- Fernando Cerulli : le député, client de Paola
- Renato Pinciroli : le préteur, client de Paola.
- Carla Mancini : la femme de chambre
- Franco Marletta : l'ami de Giorgio
- Terence Long :
- Gianluca Boccardi :
- Pietro Torrisi : Maciste le culturiste, un client de Paola
- Anna Miserocchi : Anna
- Umberto Raho :